# Trump Tower Mumbai
 (janvier 2025).
La Trump Tower @ The Park est un gratte-ciel résidentiel construit à Mumbai en Inde. Il s'élève à 244 mètres. 